# Abismo Negro

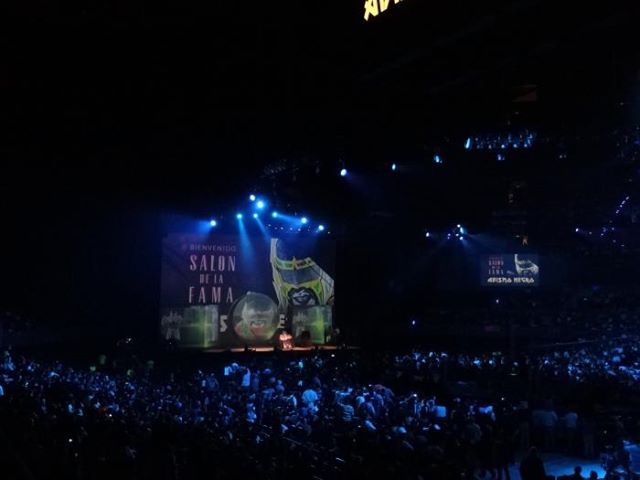
Inducción de Abismo Negro al Salón de la Fama AAA.

Andrés Alejandro Palomeque González (Villahermosa, Tabasco; 1 de julio de 1971-El Rosario, Sinaloa; 21 de marzo de 2009) fue un luchador profesional mexicano. Era conocido por aparecer bajo el nombre artístico de Abismo Negro en la promoción Asistencia Asesoría y Administración (AAA). Antes de aparecer bajo el nombre de Abismo Negro, trabajó durante 5 años bajo el alias de (The) Winners y antes de eso también había luchado bajo los nombres de Alex Dinamo, Pequeño Samurái y Furor por cortos períodos. Era propietario y operaba el Gimnasio Abismo Negro, una escuela de lucha libre donde personas era capacitadas para convertirse en luchadores profesionales.
En su trayectoria en la lucha libre profesional, trabajó para las dos promociones de lucha libre profesional más prominentes en México: el Consejo Mundial de Lucha Libre (CMLL) y AAA. También trabajó para las promociones estadounidenses World Wrestling Federation (WWF) y Total Nonstop Action Wrestling (TNA) debido a programas de intercambio de talentos entre AAA y WWF en 1997 y TNA en 2004, así como haciendo apariciones para las promociones Michinoku Pro Wrestling y Pro Wrestling NOAH en Japón.
El 21 de marzo de 2009, fue encontrado muerto en un río cerca de El Rosario, Sinaloa; la causa oficial de muerte fue catalogada como ahogamiento. La noche anterior, un luchador usando el traje de Abismo Negro trabajó un show de AAA pretendiendo ser el original; este incidente provocó que al promotor se le prohibiera promover espectáculos durante dos años. Abismo Negro fue inducido al Salón de la Fama AAA en junio de 2013.

## Primeros años
Andrés Alejandro Palomeque González nació el 1 de julio de 1971 en Villahermosa, Tabasco, de los 4 a los 17 años fue criado por su abuela paterna María de Jesús Torres Vidal, así como su tía paterna Rebeca Palomeque Torres quienes cuidaron de él y de su hermano César Augusto Palomeque González, período durante el cual radicó en el Puerto de Veracruz y Poza Rica, Veracruz, donde inició su trayectoria en el deporte de la lucha libre. 
Comenzó a interesarse a los 9 años cuando su tía Rebeca Palomeque Torres, lo llevó a su primer evento de lucha libre. Más tarde la familia se trasladó a Poza Rica donde el joven practicó pentatlón, (salto de longitud, salto de altura, carreras de vallas, lanzamiento de peso, y carreras de 1500 metros en la escuela. Él y su hermano tenían un interés en las artes marciales y entrenaron juntos durante años. Cuando tenía 13 años comenzó a trabajar en un gimnasio donde luchadores profesionales eran capacitados, inicialmente pagaban las clases limpiándolo. Cuando la familia se mudó a la región de Tabasco comenzó a entrenar con Nerio Soto, quien luchaba bajo el nombre de El Noruego y su hermano Delio Soto. Don Soto y su familia acogieron al joven y lo hicieron parte de ellos, (prácticamente adoptándolo) mientras él estaba inscrito en la escuela de lucha libre de Soto y más adelante trabajó en el circuito local de lucha libre. Hizo su debut en 1987, a la edad de 16 años, bajo el nombre de Alex Dinamo.

## Carrera en lucha libre profesional
Palomeque recibió entrenamiento adicional de los famosos entrenadores de lucha libre mexicana Diablo Velasco y Ray Mendoza antes de cambiar su personaje y nombre en el ring a Pequeño Samurái — un personaje enmascarado modelado en la tradición samurái japonesa. En 1991, comenzó a trabajar para el Consejo Mundial de Lucha Libre (CMLL), la mayor promoción de lucha libre en México en aquel momento en donde luchó como Furor, otro personaje enmascarado. Con esa máscara obtuvo su primera lucha de apuestas donde ganó la cabellera de su mentor El Noruego en una lucha de máscara vs. cabellera.

### Winners (1992–96)
En 1992 el booker del CMLL Antonio Peña dejó la compañía para crear su propia promoción de lucha libre, Asistencia Asesoría y Administración (AAA). Palomeque fue uno de los muchos luchadores jóvenes que se fue a trabajar para la recién formada AAA. En AAA, su personaje cambió y se convirtió en Winners (a veces escrito Winner's), un personaje favorito de los aficionados (conocido como un técnico en la lucha libre mexicana) que vestía un mono plateado y máscara. El trabajo de Palomeques como Winners le ganó una lucha en el primer Triplemanía donde se unió con Super Caló y El Salsero para derrotar al equipo de May Flowers, Rudy Reyna y Baby Sharon. Al año siguiente en Triplemanía II-A se unió a Rey Misterio y Rey Misterio Jr. para derrotar al equipo conocido como Los Destructores (Tony Arce, Vulcano y Rocco Valente). En 1995, Winners participó en un combate de Relevos Suicidas, en el cual los miembros del equipo perdedor tienen una lucha entre ellos, con el perdedor de ese encuentro siendo obligado a desenmascararse. El equipo de Winners ganó la lucha, evitándole tener que defender su máscara en una lucha. Ocho días más tarde en Triplemanía III-B, la máscara de Winners fue puesta en juego en una lucha contra Marabunta; Winners derrotó a Marabunta. El 30 de junio de 1995 en Triplemanía III-C, Winners participó en otra lucha de Máscara vs. Máscara, su tercera en tres semanas. Esta vez, Winners no tuvo éxito, ya que perdió a Super Caló y se vio obligado a desenmascararse. La pérdida de la máscara no lastimó la popularidad de Winners, por el contrario, se intensificó ya que el apuesto Palomeque llegó a ser aún más popular entre las aficionadas femeninas. A pesar de perder su máscara ante Super Caló, los dos continuaron trabajando juntos como equipo. El 15 de junio de 1996, Winners y Caló hicieron equipo con Rey Misterio Jr. y Oro Jr. para derrotar al equipo de Perro Silva, Halloween, Kraken y Mosco de la Merced en Triplemanía IV-B. Un mes después Winners, Caló, La Parka y El Mexicano derrotaron a Jerry Estrada, Fishman, Villano IV y May Flowers en una de las luchas destacadas de Triplemanía IV-C.

### Abismo Negro (1997–2009)
En enero de 1997, el personaje de Palomeque fue cambiado del heroico galán conocido como Winners, a la de un villano tramposo (referido como rudo) conocido como Abismo Negro. Parte de su nueva rutina como Abismo Negro fue una exhibición de lanzallamas, creada mediante un encendedor y un pulverizador. Palomeque regularmente la usaba durante su entrada y en ocasiones en medio de una lucha. Como parte de su acto rudo Palomeque comenzó a usar el Martinete, un movimiento de lucha libre también conocido como Piledriver o Rompecuellos, donde simula conducir la parte superior de la cabeza de sus oponentes hacia la lona; el Martinete está prohibido en la lucha libre mexicana, lo que significa que puede conducir a una descalificación si se utiliza durante una lucha. El Martinete se convirtió en un movimiento de firma del personaje de Abismo Negro, lo que le ganó el apodo de «El rey del Martinete». Hizo su debut como Abismo Negro el 10 de enero de 1997. Poco después de su debut como Abismo Negro, hizo su debut en la World Wrestling Federation (WWF) en el episodio del 19 de enero de 1997 de WWF Free for All en el pre-show antes de Royal Rumble. En la transmisión, Negro hizo equipo con Heavy Metal e Histeria en una derrota contra el equipo de Octagón, Blue Demon Jr. y Tinieblas Jr.. Esta lucha fue uno de los primeros resultados de una relación de trabajo entre la WWF y la AAA que había sido creada a fines de 1996. La relación vio a Negro hacer una aparición en enero contra Perro Aguayo Jr. y dos apariciones en el programa de televisión primario de la WWF Monday Night Raw en marzo de 1997. Durante sus apariciones en marzo, Negro fue anunciado como parte de Los Vipers, una recién creada alianza de luchadores. Después de marzo, Negro no hizo ninguna aparición en la WWF.
En AAA, Cibernético formó Los Vipers con Negro junto con Psicosis (II), Mosco De La Merced, Maniaco e Histeria. Histeria fue reemplazado un par de semanas más tarde por Histeria II. En 1998, Negro adquirió una «mascota»: un luchador enano llamado Mini Abismo Negro. Abismo, Mini Abismo y el nuevo miembro de Los Vipers Electroshock fueron derrotados por Octagón, su mascota Octagoncito y Pentagón en Triplemanía VI. Los Vipers se enzarzaron en varios feudos con otros grupos de AAA, como el grupo de luchadores enmascarados vestidos como payasos, conocidos como Los Payasos. También tuvieron un largo feudo con Los Vatos Locos, consistiendo en Espíritu, Picudo, Nygma, May Flowers y Silver Cat durante el feudo, sobre el Campeonato Nacional Atómicos. Los Vipers ganó los títulos Atómicos de Los Vatos en varias ocasiones, pero Negro no formaba parte de ninguno de los equipos que lo ganaron. Palomeque, luchando como Abismo Negro, logró capturar un título propio cuando derrotó a Pentagón en 19 de mayo de 1998 para ganar el Campeonato Nacional de Peso Medio, un título que retuvo hasta enero de 1999.
En 1999, Los Vipers se dividió en dos facciones, con Abismo Negro liderando un grupo llamado Los Vipers Extreme que constaba de Electroshock, Pentagón, Shiima, El Cuervo y Mini Abismo Negro mientras Cibernético creó un grupo llamado Los Vipers Primera Clase. Tras menos de dos meses, el angle fue abandonado y Los Vipers fueron reunidos. No mucho después de que Los Vipers se reunieran, Cibernético formó un grupo llamado Lucha Libre Latina (LLL), la intención del grupo siendo la de apoderarse de AAA, que se inspiró en el New World Order de World Championship Wrestling. Los Vipers se convirtió en un subgrupo dentro de LLL, y Negro asumió el liderazgo de Los Vipers. El 2 de mayo de 1999, Negro y Electroshock se unieron para derrotar a Perro Aguayo y Perro Aguayo Jr. para ganar el Campeonato Nacional en Parejas. Los Vipers ostentaron el título en parejas durante cuatro meses antes de perderlo ante el equipo de Hator y The Panther.
En el año 2000, Palomeque participó en una gira de AAA por Japón y compitió en Triplemanía VIII, donde estuvo en el bando perdedor de la lucha de equipos de ocho hombres del evento principal; Negro hizo equipo con Cibernético, Shiima Nobunaga y Electroshock contra Octagón, Jushin Thunder Liger, Latin Lover y Cuije. Mientras de gira con AAA, Palomenque también hizo una aparición en Michinoku Pro Wrestling el 9 de abril, donde derrotó a El Oriental. El 7 de mayo, Abismo Negro y Electroshock recuperaron el Campeonato Nacional en Parejas derrotando a Hator y The Panther, pero solo tuvieron el título por dos meses antes de perderlo ante Héctor Garza y Perro Aguayo Jr.
Negro se convirtió en uno de los impulsores en el feudo de LLL con el propietario de AAA Antonio Peña y sus leales de AAA. Con los años, Negro tuvo feudos con los mejores técnicos de AAA como La Parka Jr., Octagón y Latin Lover. La posición de Negro como uno de los mejores trabajadores de AAA fue cementada el 5 de marzo de 2000 cuando compitió en el torneo anual Rey de Reyes de AAA. En la primera ronda, venció a Dos Caras, Killer y Psicosis II y en la final, derrotó a El Alebrije, Charly Manson y Cibernético para ganar el torneo Rey de Reyes 2000. La nueva posición de Negro en el evento principal causó problemas en storyline entre el líder de LLL Cibernético y Abismo Negro, dando lugar a una serie de luchas entre los dos para ver quién debía dirigir a Los Vipers. El 29 de septiembre de 2000, Negro derrotó a Cibernético en Verano de Escándalo. Cuando los dos se enfrentaron en un Steel cage match en Guerra de Titanes, la lucha terminó sin un ganador, tras lo cual el feudo entre el líder y el sublíder fue puesto en segundo plano. En 2001, Negro casi ganó otra vez Rey de Reyes, pero La Parka Jr. lo derrotó en la final. Su cadena de derrotas continuó en Triplemanía IX, donde el equipo LLL de Abismo Negro, Cibernético, Electroshock y Máscara Maligna perdió ante Máscara Sagrada, El Alebrije, Octagón y La Parka Jr. cuando Negro fue forzado a rendirse.
En el año 2000, Abismo Negro ganó la cabellera de The Panther en una «lucha del revés», una lucha donde dos luchadores enmascarados ponen sus cabelleras en juego en lugar de sus máscaras. El 7 de septiembre de 2001 Abismo Negro ganó otra lucha del revés, derrotando a El Alebrije. En diciembre de 2002, Mini Abismo Negro y Negro llegaron a la final de un torneo para coronar a los primeros Campeones Mundiales Mascota de AAA pero perdieron ante Máscara Sagrada y Mascarita Sagrada. Negro clasificó para la final de Rey de Reyes, pero La Parka Jr. lo derrotó una vez más. En 2004, LLL fue eliminado en favor de un nuevo supergrupo conocido como La Legión Extranjera, lo que significó que Los Vipers ahora regularmente se aliaban con luchadores extranjeros, especialmente luchadores de la NWA-TNA como Abyss.

### Total Nonstop Action Wrestling (2004)
En 2004, TNA y AAA comenzaron una relación de trabajo que vio a los luchadores de la TNA en México y a los luchadores de AAA hicieron varias apariciones en los eventos de pago por visión semanales de la TNA. Dirigidos por el propietario de AAA Antonio Peña, Palomeque, trabajando como Abismo Negro, junto a Héctor Garza, Juventud Guerrera, Mr. Águila y más tarde Heavy Metal, trabajaron en la TNA como Team AAA en el TNA America's X Cup Tournament de 2004. El equipo hizo su debut el 28 de enero de 2004, derrotando al equipo de Eric Young, Shark Boy, Matt Stryker y Chad Collyer. En las semanas siguientes, Negro y Team AAA ganaron contra Elix Skipper, el equipo de Jerry Lynn y Sonjay Dutt y finalmente a todo el equipo de Team USA para reclamar la America's X Cup. Cuatro semanas más tarde Team AAA defendió con éxito la copa contra Team Canada, cuando Abismo Negro y Juventud Guerrera derrotaron al equipo de Teddy Hart y Jack Evans para empatar la puntuación entre los dos equipos, lo que permitió una lucha final que ganó Team AAA.
Abismo Negro y el resto de Team AAA volvieron para el TNA World X Cup Tournament de 2004 donde competían ahora como Team Mexico. Abismo Negro se mantuvo invicto hasta el 7 de abril de 2004 donde su equipo perdió contra James Mason y Jason Allgood en una de las primeras luchas del torneo. Más tarde en la noche, Team Mexico derrotó a Team UK para igualar el marcador. La copa vio a Team Mexico perder ante Team USA, Team Canada (Eric Young y Bobby Roode), y Team Japan (Ryuji Hijikata y Mitsu Hirai Jr.). Team Mexico empató en puntos con Team USA y Team Canada, lo que significó que un representante de cada equipo se reunió en un Ultimate X Match para determinar al ganador del torneo. Héctor Garza representó a México, pero al final Chris Sabin de Team USA ganó la lucha y el torneo.

### Regreso a AAA (2005–2009)
Después de terminado el World X Cup Tournament, Negro regresó a AAA de tiempo completo para tomar cargo de tiempo completo de Los Vipers. A principios de 2005, participó una vez más en la lucha final del Rey de Reyes de ese año, pero La Parka Jr. le derrotó por tercera vez. AAA insinuó una posible vuelta a técnico cuando Negro, junto con Psicosis y Mini Psicosis, atacó a Cibernético. Los dos se enfrentaron en una lucha de jaula, ganada por Cibernético, pero ellos reconciliaron eventualmente sus diferencias una vez más. En algún momento después del 2005 Abismo Negro ganó la cabellera de Stuka Jr. en una lucha del revés. A pesar de los rumores de que él iba a saltar al Consejo Mundial de Lucha Libre (CMLL), Negro permaneció en AAA y fue enviado en una gira con Pro Wrestling NOAH en la primavera de 2006. Más adelante en el año, finalmente se volvió técnico y comenzó una sostenida storyline con Cibernético y su grupo La Secta Cibernética. La intermitente storyline con Cibernético fue puesta en espera cuando Cibernético sufrió una severa lesión en la rodilla a finales de 2006. En algún momento durante el año 2006, Los Vipers dejó La Legión debido a su filosofía antimexicana y comenzó a luchar contra La Legión y sus luchadores importados. En Verano de Escándalo, Negro, Charly Manson, Electroshock e Histeria perdieron ante Team TNA (Homicide, Low Ki, Samoa Joe & A.J. Styles).

#### Black Abyss
A finales de 2007, AAA creó un personaje para un nuevo luchador llamado Black Abyss; el gimmick poseía la misma máscara y traje negro y utilizaba un similar estilo de lucha al de Negro también. Inicialmente, se creía que esto se hizo porque había rumores de él saltando al CMLL o para cubrir varias ausencias. En 2008, la racha de Negro de casi ganar el Rey de Reyes continuó cuando perdió en la final ante El Zorro luego de que Black Abyss interfiriera a favor del Zorro durante la lucha, fomentando la storyline entre los dos. Durante el otoño de 2008, AAA avanzó la storyline haciendo a Black Abyss «lesionar» a Negro con su propio movimiento de firma, el Martinete. Abismo Negro estaba programado para tomar parte en Triplemanía XVI en una lucha donde enfrentaría a Los Vipers (Psicosis, Histeria, Black Abyss & Mr. Niebla) en una jaula, pero en las semanas previas al show Abismo Negro sufrió una lesión y la lucha tuvo que ser cancelada, AAA utilizó el ataque en Rey de Reyes como una explicación dentro de la storyline de por qué la lucha no tomó lugar. En Guerra de Titanes, Negro volvió a desafiar a Los Vipers y específicamente a Black Abyss. Posteriormente, la storyline entre Negro y Black Abyss parecía estar dirigiéndose a una lucha de apuestas entre los dos, con sus máscaras en juego. Abismo y Black Abyss fueron reservados en la misma lucha de eliminación de cuatro hombres de clasificación en el evento Rey de Reyes. Negro fue capaz de eliminar a Black Abyss de la lucha pero a su vez fue eliminado por Latin Lover. Black Abyss siguió compitiendo bajo ese nombre, aún como un rudo, tras la muerte de Abismo Negro, pero solo apareció un par de veces en la televisión. Black Abyss manifestó sus deseos de continuar con el personaje para honrar la memoria del Abismo Negro, pero AAA no mostró mucho interés en utilizarlo en la televisión. En octubre de 2010 se informó que Black Abyss había dejado AAA.

### Abismo Negro II
El 27 de septiembre de 2011, AAA anunció el inicio de un concurso para encontrar a un nuevo Abismo Negro. Al final nadie fue elegido para asumir el personaje de Abismo Negro.

## Vida personal
Palomeque estaba casado con una mujer llamada a Blanca Perla durante 15 años y la pareja tuvo cuatro hijos, tres niñas y un niño. La esposa de Palomeque había estado sufriendo de cáncer de mama por un número de años. En 2008, Palomeque tuvo una relación extramarital con Sexy Star después de que él tuvo problemas con su esposa.
A menudo él apareció en el programa de televisión matutino Vida TV, con su traje y personaje de lucha libre completos, siendo presentado como Abismo Negro. Generalmente apareció como una especie de juez para concursos de talentos en el programa, lo que le valió el apodo de «El juez de hierro de la televisión». Palomeque era propietario y operaba el «Gimnasio Abismo Negro» donde enseñó tanto lucha libre profesional y estado físico. Los graduados de la escuela de lucha libre de Abismo Negro incluyen a los luchadores independientes El Intocable, Extassis y Mini Cibernético, así como los luchadores de AAA Sexy Star y Aero Star. Abismo Negro es un personaje jugable en el primer videojuego de la AAA, AAA El Videojuego. El personaje de Abismo Negro fue uno de los primeros personajes utilizados para promover el juego y demostrar la calidad de la representación gráfica.

## Muerte
Palomeque fue hallado muerto el 21 de marzo de 2009. Su cuerpo fue encontrado en un río cerca de la ciudad de El Rosario, Sinaloa. Según un conductor de autobús que transportaba a Palomeque y otros pasajeros a Ciudad de México el anterior viernes 20 de marzo, Palomeque se volvió agitado, entró en pánico y exigió que le dejen bajar del autobús a pesar de ser las 1:30 de la mañana. Un mensaje de texto que envió a su esposa después de salir del autobús confirmó que Palomeque se encontraba perdido en una colina oscura. Después de recibir el mensaje de texto, su esposa contactó al promotor de lucha libre local Vicente Martínez, quien organizó un grupo de búsqueda. En la mañana del 22 de marzo, Palomeque fue encontrado flotando boca abajo en el río. Después, el experto médico Jesús Enrique Castro López afirmó que tal ataque de pánico puede ser relacionado con esteroides, pero el presunto abuso de esteroides de Palomeque no ha sido confirmado. Una autopsia fue realizada el 23 de marzo, que determinó que la causa de muerte fue ahogamiento, y no fue prevista mayor investigación sobre la muerte. Un memorial se celebró en la Ciudad de México el 24 de marzo para amigos y familiares de Palomeque, muchos de los cuales aparecieron sin sus máscaras, para mantener el foco del evento en Palomeque. El miércoles 25 de marzo de 2009 llegaron sus restos mortales a la Ciudad de Villahermosa, Tabasco donde lo esperaban familiares, amigos y sus Fans, mismo día en que fue sepultado en conocido recinto memorial de aquella ciudad.
El sábado 21 de marzo, mientras Palomeque estaba perdido en las colinas o ya estaba muerto, alguien trabajó como Abismo Negro en un show de AAA en Cancún. En el pasado, el luchador conocido como Black Abyss había trabajado como Abismo Negro cuando Palomeque se encontraba ausente, pero esta vez Black Abyss no era el hombre detrás de la máscara, ya que estaba en el equipo contrario esa noche. Tras el descubrimiento del cuerpo de Palomeque, el engaño en Cancún recibió cobertura nacional en México y el promotor local responsable del show, Renán Martínez, fue suspendido por dos años por la Comisión de Lucha Libre y Boxeo de Benito Juárez.
El 26 de mayo de 2009 AAA celebró el Torneo Abismo Negro en honor a Palomeque, el torneo fue un Gaunlet match de 7 hombres e incluyó una mezcla de cinco veteranos de AAA y dos estudiantes de Abismo Negro. Los participantes fueron Cuervo, Black Abyss, Gato Eveready, Kemp Dragon, Joe Líder, Extreme Tiger y Relámpargo. Relámpargo, último alumno de Abismo Negro en convertirse en profesional, ganó la lucha después de 48 minutos. El evento no fue televisado y no llegó a ser un evento anual. En Triplemanía XVII hubo un momento de silencio en memoria de Abismo Negro, Antonio Peña y Mitsuharu Misawa (Misawa había muerto la noche anterior).

## En lucha
- Movimientos finales
  - Frog splash[60]
  - Martinete (Kneeling belly-to-belly piledriver)[5]
  - Martinete Especial (Double underhook piledriver)[5]

- Movimientos de firma
  - Diving senton[60]
  - Hurricanrana[60]
  - La magistral[60]

- Apodos
  - "El rey del Martinete"
  - "El juez de hierro de la televisión"

## Campeonatos y logros
- Asistencia Asesoría y Administración
  - Campeonato Mundial Mascota de AAA (1 vez) – con Mini Abismo Negro[30]
  - Campeonato Nacional de Peso Medio (1 vez)[6][21]
  - Campeonato Nacional en Parejas (2 time) – con Electroshock (2)[6][22]
  - Torneo Rey de Reyes (2000)[5]
  - Salón de la Fama AAA (2013)[61]

- Pro Wrestling Illustrated
  - PWI lo situó en el #91 de los 500 mejores luchadores de los PWI 500 en 2004[62]

- Total Nonstop Action Wrestling
  - America's X Cup (2004) – con Mr. Águila, Juventud Guerrera, Héctor Garza y Heavy Metal[5]

## Luchas de apuestas
| Ganador (apuesta)        | Perdedor (apuesta)       | Lugar                            | Evento            | Fecha                   | Notas            |
| ------------------------ | ------------------------ | -------------------------------- | ----------------- | ----------------------- | ---------------- |
| Furor (máscara)          | El Noruego (cabellera)   | Comalcalco, Tabasco, México      | Evento en vivo    | Desconocida             | [ 6 ]            |
| Winners (máscara)        | Marabunta (máscara)      | Tonalá, Jalisco, México          | Triplemanía III-B | 18 de junio de 1995     | [ 10 ]           |
| Super Caló (máscara)     | Winners (máscara)        | Madero, Tamaulipas, México       | Triplemanía III-C | 30 de junio de 1995     | [ 5 ]            |
| Abismo Negro (cabellera) | The Panther (cabellera)  | Monterrey, Nuevo León, México    | Evento en vivo    | 30 de enero de 2000     | [ nota 1 ] [ 2 ] |
| Abismo Negro (cabellera) | El Alebrije (cabellera)  | Tijuana, Baja California, México | Evento en vivo    | 7 de septiembre de 2001 | [ nota 1 ] [ 2 ] |
| Abismo Negro (máscara)   | Jeff Jarrett (cabellera) | Desconocido                      | Evento en vivo    | 27 de octubre de 2006   | [ nota 1 ] [ 6 ] |

1. 1 2 3  Lucha del revés, una lucha de cabellera vs. cabellera entre dos luchadores enmascarados.